# (55702) Фимет
(55702) Фимет (др.-греч. Θυμοίτης) — троянский астероид Юпитера, двигающийся в точке Лагранжа L5, в 60° позади планеты. Астероид был открыт 17 октября 1977 года голландскими астрономами К. Й. ван Хаутеном, И. ван Хаутен-Груневельд и Томом Герельсом в Паломарской обсерватории и назван в честь Фимета, брата Приама и одного из старейшин Трои, который подсказал грекам идею с троянским конём.

Орбита астероида Фимет и его положение в Солнечной системе